# Кекуры (острова)
Ке́куры — группа из шести островов на северо-востоке Охотского моря в заливе Кекурный в Магаданской области.

## Топоним
Названия Кекур, Кекурный довольно распространены на Северо-Востоке, и все они связаны с наличием кекуров — возвышающихся каменных столбов — на сопках, мысах, в долинах рек.

## География
Шесть маленьких островков, растянувшиеся примерно на 460 метров, представляют собой скалистые островершинные кряжи, выступающие из воды отвесными стенками и крутыми осыпями. 
Расположены на юге залива Кекурный, примерно в 5,8 километрах восточнее берега полуострова Пьягина. Глубины прилегающей акватории — 32—40 метров.